# خم به ابرو نیاور
خم به ابرو نیاور با نام اصلی گلوله را گاز بگیر (انگلیسی: Bite the Bullet)   یک فیلم وسترن به کارگردانی ریچارد بروکس است که در سال ۱۹۷۵ منتشر شد. این فیلم، نامزدِ دریافتِ «جایزه اسکار بهترین موسیقی فیلم» و «جایزه اسکار بهترین صداگذاری» بود.

## خلاصه داستان
در اوایل قرن ۲۰، یک گروه سوارکاران خشن، یک فاحشه سابق و یک هفت تیرکش در صحرا، مسابقهٔ اسب سواری برگزار می‌کنند که…

## بازیگران
- جین هکمن
- جیمز کابرن
- کندیس برگن
- بن جانسون
- ایان بانن
- یان-مایکل وینسنت
- دابنی کلمن
- سالی کرکلند
- بادی وان هورن